# غندورة
غندورة بلدة وناحية تابعة لمنطقة جرابلس في محافظة حلب في سوريا. تقع شمال شرق مدينة حلب قرب الحدود التركية. بلغ عدد سكان الناحية 17,314 نسمة حسب تعداد عام 2004. توجد في المنطقة أقلية من التركمان.